# Alue Dua (Langsa Baro)
Alue Dua is een bestuurslaag in het regentschap Langsa van de provincie Atjeh, Indonesië. Alue Dua telt 5414 inwoners (volkstelling 2010).